# Survivor Series (2021)
Survivor Series (2021) – gala wrestlingu wyprodukowana przez federację WWE dla zawodników z brandów Raw i SmackDown. Odbyła się 21 listopada 2021 w Barclays Center w Brooklynie w stanie Nowy Jork. Emisja była przeprowadzana na żywo za pośrednictwem serwisu strumieniowego Peacock w Stanach Zjednoczonych i WWE Network na całym świecie oraz w systemie pay-per-view. Była trzydziesta piąta gala w chronologii cyklu Survivor Series.
Podczas gali odbyło się siedem walk, w tym cztery pojedynki Mistrz vs. Mistrz, dwa 5-on-5 elimination matche oraz 25 osobowy Battle Royal. W walce wieczoru, Universal Champion Roman Reigns pokonał WWE Championa Big E’go. Raw Tag Team Champions RK-Bro (Randy Orton i Riddle) pokonali SmackDown Tag Team Champions The Usos (Jey Uso i Jimmy Uso). Raw Women’s Champion Becky Lynch zwyciężyła SmackDown Women’s Champion Charlotte Flair, a galę otworzył pojedynek w którym Intercontinental Champion Shinsuke Nakamura, który pokonał United States Championa Damiana Priesta przez dyskwalifikację, po tym jak Priest uderzył Nakamurę częścią od złamanej gitary. W obu 5-on-5 elimination matach wygrała reprezentacja brandu Raw, z czego drużynę mężczyzn doprowadził do zwycięstwa Seth Rollins, natomiast jedyną ocalałą żeńskiego pojedynku była Bianca Belair. 25-osobowy Battle Royal wygrał Omos. Raw zdobyło dominację brandu, wygrywając pięć z siedmiu walk, z wyłączeniem walki w pre-show i walki wieczoru.

## Produkcja
Survivor Series oferowało walki profesjonalnego wrestlingu z udziałem wrestlerów należących do brandów Raw i SmackDown. Wyreżyserowane rywalizacje (storyline’y) były kreowane podczas cotygodniowych gal Raw i SmackDown. Wrestlerzy są przedstawieni jako heele (negatywni, źli zawodnicy i najczęściej wrogowie publiki) i face’owie (pozytywni, dobrzy i najczęściej ulubieńcy publiki), którzy rywalizują pomiędzy sobą w seriach walk mających budować napięcie. Kulminacją rywalizacji jest walka wrestlerska lub ich seria.

### Tło
Survivor Series to gala, która występuje w WWE od 1987 roku. Jest częścią wielkiej czwórki wraz z innymi sztandarowymi produkcjami WWE: WrestleManią, Royal Rumble i SummerSlam, czyli głównymi i pierwszymi wydarzeniami federacji. Wydarzenie od 2016 roku charakteryzuje się imiennymi meczami Survivor Series, w których obie marki (Raw i SmackDown) rywalizują ze sobą. W innych latach na galach odbywały się również Survivor Series matche, ale zazwyczaj nie były to rywalizacje pomiędzy markami, a rywalizacje pomiędzy stajniami lub wrestlerami stanowiącymi różne sojusze.
Oprócz Brand vs. Brand elimination matchy, na gali odbywają się również Champion vs. Champion matche, w których mistrzowie reprezentujący swoją markę walczą ze sobą. Oto obecny format takich walk:
- WWE Champion (Raw) vs. Universal Champion (SmackDown)
- United States Champion (Raw) vs. Intercontinental Champion (SmackDown)
- Raw Women’s Champion vs. SmackDown Women’s Champion
- Raw Tag Team Champions vs. SmackDown Tag Team Champions

### Rywalizacje
Na Crown Jewel, Big E pokonał Drew McIntyre’a, aby zachować WWE Championship, podczas gdy Roman Reigns pokonał Brocka Lesnara, aby zachować WWE Universal Championship. 9 listopada została oficjalnie zaplanowana walka pomiędzy Big E a Romanem Reignsem.
Po Crown Jewel, który był ostatnim pay-per-view przed Survivor Series mistrzem United States był Damian Priest a Intercontinental Championem Shinsuke Nakamura, którzy bronili ostatnio tytuły 4 października na odcinku Raw, w przypadku Priesta oraz 24 września na odcinku SmackDown, w przypadku Nakamury. 16 listopada została oficjalnie zabookowana walka pomiędzy Damianem Priestem a Shinsuke Nakamurą.
22 października na odcinku SmackDown, na skutek draftu ówczesna posiadaczka SmackDown Women’s Championship Becky Lynch została przeniesiona na Raw, natomiast posiadaczka Raw Women’s Championship Charlotte Flair otrzymała transfer na SmackDown. Aby utrzymać oba tytuły na swoich brandach obie panie wymieniły się mistrzostwami. 25 października podczas odcinka Raw, została zapowiedziana walka o Raw Women’s Championship pomiędzy mistrzynią Becky Lynch a Biancą Belair, walkę wygrała Becky Lynch broniąc tytuł. 9 listopada została oficjalnie zaplanowana walka pomiędzy Becky Lynch a Charlotte Flair.
15 października na odcinku SmackDown, mistrzowie Tag Team SmackDown The Usos pokonali The Street Profits (Angelo Dawkinsa i Monteza Forda) w Street Fightcie, a na Crown Jewel mistrzowie Tag Team Raw RK-Bro (Randy Orton i Riddle) pokonali AJ Stylesa i Omosa. 25 października podczas tygodniówki Raw, RK-Bro znowu obronili tytuły tym razem przeciwko Dolphowi Zigglerowi i Robertowi Roodowi. 16 listopada została oficjalnie zabookowana walka pomiędzy RK-Bro a The Usos. 
6 listopada WWE na swoim Twitterze ogłosiło składy do 5-on-5 elimination tag team matchy kobiet i mężczyzn. U mężczyzn Raw będzie reprezentowało Seth Rollins, Finn Bálor, Kevin Owens, Rey Mysterio i Dominik Mysterio, a SmackDown Drew McIntyre, Jeff Hardy, King Woods, Sami Zayn i Happy Corbin. Zaś u kobiet czerwoną tygodniówke reprezentuje Bianca Belair, Rhea Ripley, Liv Morgan, Carmella i Queen Zelina, a niebieską tygodniówkę Sasha Banks, Shayna Baszler, Shotzi, Natalya i Aliyah. 8 listopada na odcinku Raw, Bobby Lashley pokonał Dominika Mysterio i został dodany do drużyny mężczyzn Raw zamian za Dominika. 12 listopada na odcinku SmackDown, Aliyah została usunięta z drużyny kobiet SmackDown, a Sami Zayn po porażce z Jeffem Hardym został usunięty z drużyny mężczyzn SmackDown. 16 listopada na odcinku Raw, Rey Mysterio został usunięty z drużyny mężczyzn Raw a został do niej dodany Austin Theory. 18 listopada za pomocą Social Mediów Sonya Deville zastąpiła Aliyah Toni Storm. 19 listopada na odcinku SmackDown, Sheamus pokonał Ricocheta, Jindera Mahala oraz Cesaro w Fatal 4-Way matchu i został dodany do drużyny.

## Wyniki walk
| Nr                                 | Wyniki | Stypulacje                                                                 | Czas  |
| ---------------------------------- | --- | -------------------------------------------------------------------------- | ----- |
| 1P                                 | Shinsuke Nakamura (Intercontinental Champion) (z Rickiem Boogsem) pokonał Damiana Priesta (United States Champion) przez dyskwalifikację                                                                                   | Champion vs. Champion match                                                | 9:25  |
| 2                                  | Becky Lynch (Raw Women’s Champion) pokonała Charlotte Flair (SmackDown Women’s Champion) | Champion vs. Champion match                                                | 18:15 |
| 3                                  | Team Raw (Seth Rollins, Finn Bálor, Kevin Owens, Austin Theory i Bobby Lashley) (z MVP) pokonali Team SmackDown (Drew McIntyre’a, Jeffa Hardy’ego, Kinga Woodsa, Happy’ego Corbina i Sheamusa) (z Madcap Mossem)Eliminacje | Męski 5-on-5 Survivor Series elimination match                             | 30:00 |
| 4                                  | Omos wygrał eliminając jako ostatniego Ricocheta | The Rock 25th Anniversary Battle Royal 25-osobowy Dual Brand Battle Royal. | 10:45 |
| 5                                  | RK-Bro (Randy Orton i Riddle) (Raw Tag Team Champions) pokonali The Usos (Jeya Uso i Jimmy’ego Uso) (SmackDown Tag Team Champions)                                                                                         | Champions vs. Champions match                                              | 14:50 |
| 6                                  | Team Raw (Bianca Belair, Rhea Ripley, Liv Morgan, Carmella i Queen Zelina) pokonały Team SmackDown (Sashę Banks, Shaynę Baszler, Shotzi, Natalyę i Toni Storm)Eliminacje                                                   | Żeński 5-on-5 Survivor Series elimination match                            | 23:45 |
| 7                                  | Roman Reigns (Universal Champion) (z Paulem Heymanem) pokonał Big E (WWE Champion) | Champion vs. Champion match                                                | 21:55 |
| P – walka miała miejsce w pre-show | |                                                                            |       |

Uwagi
1. ↑  Kolejność eliminacji: Drew Gulak, Shelton Benjamin, Humberto, R-Truth, Otis, Chad Gable, T-BAR, Cedric Alexander, Angel, Jinder Mahal, Erik, Ivar, Shanky, Mansoor, Robert Roode, Dolph Ziggler, Sami Zayn, Commander Azeez, AJ Styles, Apollo Crews, Cesaro, Angelo Dawkins, Montez Ford, Ricochet

### Eliminacje w Survivor Series matchach

#### Męski Survivor Series match
| Nr. eliminacji | Wrestler                | Drużyna                 | Wyeliminowany przez     | Metoda eliminacji                       | Czas                    |
| -------------- | ----------------------- | ----------------------- | ----------------------- | --------------------------------------- | ----------------------- |
| 1              | Kevin Owens             | Raw                     | –                       | Wyliczenie poza ringowe                 | 0:55                    |
| 2              | Happy Corbin            | SmackDown               | Finna Bálora            | Przypięty po otrzymaniu Coup de Grace   | 7:50                    |
| 3              | King Woods              | SmackDown               | Bobby’ego Lashleya      | Odklepał po założeniu dźwigni Hurt Lock | 13:25                   |
| 4              | Bobby Lashley           | Raw                     | –                       | Wyliczenie poza ringowe                 | 16:35                   |
| 5              | Drew McIntyre           | SmackDown               | –                       | Wyliczenie poza ringowe                 | 16:35                   |
| 6              | Finn Bálor              | Raw                     | Sheamusa                | Przypięty po otrzymaniu Brogue Kick     | 19:30                   |
| 7              | Sheamus                 | SmackDown               | Austina Theory’ego      | Przypięty ruchem roll-up                | 24:35                   |
| 8              | Austin Theory           | Raw                     | Jeffa Hardy’ego         | Przypięty po otrzymaniu Swanton Bomb    | 27:00                   |
| 9              | Jeff Hardy              | SmackDown               | Setha Rollinsa          | Przypięty po otrzymaniu The Stomp       | 30:00                   |
| Zwycięzca:     | Seth Rollins (Team Raw) | Seth Rollins (Team Raw) | Seth Rollins (Team Raw) | Seth Rollins (Team Raw)                 | Seth Rollins (Team Raw) |

#### Żeński Survivor Series match
| Nr. eliminacji | Wrestlerka               | Drużyna                  | Wyeliminowana przez      | Metoda eliminacji                                          | Czas                     |
| -------------- | ------------------------ | ------------------------ | ------------------------ | ---------------------------------------------------------- | ------------------------ |
| 1              | Carmella                 | Raw                      | Toni Storm               | Przypięta ruchem roll-up                                   | 1:00                     |
| 2              | Queen Zelina             | Raw                      | Toni Storm               | Przypięta po otrzymaniu Storm One                          | 13:55                    |
| 3              | Toni Storm               | SmackDown                | Liv Morgan               | Przypięta po otrzymaniu Oblivion                           | 15:00                    |
| 4              | Liv Morgan               | Raw                      | Sashę Banks              | Przypięta po otrzymaniu Frog Splash                        | 16:10                    |
| 5              | Rhea Ripley              | Raw                      | Shaynę Baszler           | Przypięta po otrzymaniu Knee Strike                        | 17:40                    |
| 6              | Sasha Banks              | SmackDown                | –                        | Wyliczenie poza ringowe                                    | 20:05                    |
| 7              | Natalya                  | SmackDown                | Biancę Belair            | Przypięta ruchem roll-up                                   | 21:15                    |
| 8              | Shayna Baszler           | SmackDown                | Biancę Belair            | Przypięta po otrzymaniu Eleveted Double Chicken Wings Drop | 21:45                    |
| 9              | Shotzi                   | SmackDown                | Biancę Belair            | Przypięta po otrzymaniu KOD                                | 23:45                    |
| Zwyciężczyni:  | Bianca Belair (Team Raw) | Bianca Belair (Team Raw) | Bianca Belair (Team Raw) | Bianca Belair (Team Raw)                                   | Bianca Belair (Team Raw) |